# Lijst van rijksmonumenten in Woudrichem
De plaats Woudrichem telt 50 inschrijvingen in het rijksmonumentenregister. Hieronder een overzicht.
| Object | Oorspronkelijke functie?  | Bouwjaar             | Architect                      | Locatie                       | Coördinaten?                  | Nr.?   | Afbeelding                                                                                                |
| --- | ------------------------- | -------------------- | ------------------------------ | ----------------------------- | ----------------------------- | ------ | --- |
| Huis onder hoog schilddak, op L-vormige plattegrond op de hoek van de straat, met geelgepleisterde lijstgevels en 6- en vierdelige schuiframen                                                          | Woonhuis                  |                      |                                | Hoogstraat 1                  | 51° 49' 5" NB, 5° 0' 14" OL   | 39548  | Meer afbeeldingen                                                                                         |
| Huis onder schilddak en met een tot lijstgevel afgeknotte gevel van het 'Dordtse' type, met natuurstenen banden en waterlijsten, tegen de verdieping geprofileerde korfbogige ontlastingsbogen          | Woonhuis                  | 1608                 |                                | Hoogstraat 5                  | 51° 49' 5" NB, 5° 0' 15" OL   | 39549  | Meer afbeeldingen                                                                                         |
| Huis onder schilddak en met een tot lijstgevel afgeknotte gevel van het 'Dordtse' type, met natuurstenen banden, geprofileerde bakstenen waterlijst, geprofileerde korfbogige ontlastingsbogen          | Woonhuis                  | 1615                 |                                | Hoogstraat 9                  | 51° 49' 5" NB, 5° 0' 15" OL   | 39550  | Meer afbeeldingen                                                                                         |
| Huis 'De arend' | Woonhuis                  | begin 17e eeuw       |                                | Hoogstraat 7                  | 51° 49' 5" NB, 5° 0' 15" OL   | 39551  | Meer afbeeldingen                                                                                         |
| Huis met zij-topgevel en met zadeldak dat een geheel vormt met dat van nr 37/39 | Woonhuis                  | 17e-19e eeuw         |                                | Hoogstraat 27                 | 51° 49' 5" NB, 5° 0' 19" OL   | 39552  | Meer afbeeldingen                                                                                         |
| Huis met zij-topgevel en met zadeldak dat een geheel vormt met dat van nr 33/35 | Woonhuis                  | 17e eeuw             |                                | Hoogstraat 27                 | 51° 49' 5" NB, 5° 0' 19" OL   | 39553  | Meer afbeeldingen                                                                                         |
| Huis onder schilddak en met eenvoudige lijstgevel, met vier- en zesdelige schuiframen | Woonhuis                  | 1851                 |                                | Hoogstraat 31                 | 51° 49' 4" NB, 5° 0' 20" OL   | 39554  | Meer afbeeldingen                                                                                         |
| Huis onder zadeldak en met aan voor- en achterzijde een topgevel, naast oude stadhuis | Woonhuis                  | 18e eeuw             |                                | Hoogstraat 49                 | 51° 49' 3" NB, 5° 0' 23" OL   | 39555  | Huis onder zadeldak en met aan voor- en achterzijde een topgevel, naast oude stadhuis                     |
| Huis onder zadeldak en met tuitgevel in gele baksteen | Woonhuis                  | 1708                 |                                | Hoogstraat 51                 | 51° 49' 3" NB, 5° 0' 23" OL   | 39556  | Meer afbeeldingen                                                                                         |
| Huis onder zadeldak en met aan voor- en achterzijde een topgevel | Woonhuis                  | 18e eeuw             |                                | Hoogstraat 53                 | 51° 49' 3" NB, 5° 0' 24" OL   | 39557  | Huis onder zadeldak en met aan voor- en achterzijde een topgevel                                          |
| Huis onder zadeldak en met aan voor- en achterzijde een topgevel | Woonhuis                  | 18e eeuw             |                                | Hoogstraat 55                 | 51° 49' 3" NB, 5° 0' 24" OL   | 39558  | Huis onder zadeldak en met aan voor- en achterzijde een topgevel                                          |
| Pand onder schilddak, met gepleisterde lijstgevel | Woonhuis                  |                      |                                | Hoogstraat 2                  | 51° 49' 4" NB, 5° 0' 14" OL   | 39559  | Meer afbeeldingen                                                                                         |
| Huis 'in den vergulden helm' onder schilddak en met tot een lijstgevel afgeknotte gevel van het 'Dordtse' type, met natuurstenen banden, geprofileerde ontlastingsbogen op de bovenvensters             | Woonhuis                  | 1601                 |                                | Hoogstraat 4                  | 51° 49' 4" NB, 5° 0' 15" OL   | 39560  | Meer afbeeldingen                                                                                         |
| Huis 'in 't herdt', onder schilddak en met een lijstgevel afgeknotte gevel van het 'Dordtse' type, met natuurstenen banden en waterlijsten, geprofileerde en uitgekraagde korfbogen op de bovenvensters | Woonhuis                  | 1601                 |                                | Hoogstraat 6-8                | 51° 49' 4" NB, 5° 0' 15" OL   | 39561  | Meer afbeeldingen                                                                                         |
| Huis 'in den gulden engel', onder zadeldak en met trapgevel van het 'Dordtse' type, met natuurstenen banden, waterlijsten en blokken, geprofileerde korfboogvormige ontlastingsbogen                    | Woonhuis                  | 1593                 |                                | Hoogstraat 10-12              | 51° 49' 4" NB, 5° 0' 15" OL   | 39562  | Meer afbeeldingen                                                                                         |
| Huis 'in den salamander', onder zadeldak en met trapgevel van het 'Dordtse' type, met natuurstenen baden, waterlijsten en blokken, geprofileerde korfboogvormige ontlastingsbogen met metselmozaïek     | Woonhuis                  | 1606                 |                                | Hoogstraat 14-16              | 51° 49' 4" NB, 5° 0' 16" OL   | 39563  | Meer afbeeldingen                                                                                         |
| Huis onder zadeldak en met gepleisterde tuitgevel waarin zesdelige schuiframen | Woonhuis                  |                      |                                | Hoogstraat 18                 | 51° 49' 4" NB, 5° 0' 16" OL   | 39564  | Meer afbeeldingen                                                                                         |
| Huis onder schilddak en met tot een lijstgevel afgeknotte gevel van het 'Dordtse' type, met banden van natuursteen, korfbogen boven de vensters                                                         | Woonhuis                  | ca. 1600             |                                | Hoogstraat 20                 | 51° 49' 4" NB, 5° 0' 16" OL   | 39565  | Meer afbeeldingen                                                                                         |
| Huis onder schilddak en met lijstgevel, ingedeeld door een middenrisaliet en bakstenen geblokte pilasters                                                                                               | Woonhuis                  | 18e eeuw             |                                | Hoogstraat 36                 | 51° 49' 4" NB, 5° 0' 19" OL   | 39566  | Huis onder schilddak en met lijstgevel, ingedeeld door een middenrisaliet en bakstenen geblokte pilasters |
| Huis onder schilddak en met empire deur en schuiframen | Woonhuis                  | 1834                 |                                | Hoogstraat 38                 | 51° 49' 4" NB, 5° 0' 19" OL   | 39567  | Huis onder schilddak en met empire deur en schuiframen                                                    |
| Huis onder schilddak en met lijstgevel, waarin zesdelige schuiframen | Woonhuis                  | 18e eeuw             |                                | Hoogstraat 44                 | 51° 49' 4" NB, 5° 0' 21" OL   | 39568  | Huis onder schilddak en met lijstgevel, waarin zesdelige schuiframen                                      |
| Huis onder hoog schilddak en met lijstgevel, waarin zesdelige schuiframen onder ontlastende bogen met natuursteenblokken                                                                                | Woonhuis                  | 17e/19e eeuw         |                                | Hoogstraat 46                 | 51° 49' 4" NB, 5° 0' 21" OL   | 39569  | Meer afbeeldingen                                                                                         |
| Oude stadhuis | Bestuursgebouw en onderdl | 1592                 |                                | Hoogstraat 47                 | 51° 49' 4" NB, 5° 0' 23" OL   | 39570  | Meer afbeeldingen                                                                                         |
| Hardstenen pomp | Straatmeubilair           | 18e eeuw             |                                | Hoogstraat                    | 51° 49' 4" NB, 5° 0' 22" OL   | 39571  | Hardstenen pomp                                                                                           |
| Huis onder schilddak en met gecementeerde lijstgevels | Woonhuis                  | 17e eeuw             |                                | Kerkstraat 5                  | 51° 49' 5" NB, 5° 0' 14" OL   | 39572  | Meer afbeeldingen                                                                                         |
| Huis onder schilddak, met geprofileerde kroonlijst en gecementeerde gevel | Woonhuis                  | 17e eeuw             |                                | Kerkstraat 7                  | 51° 49' 4" NB, 5° 0' 14" OL   | 39573  | Meer afbeeldingen                                                                                         |
| Huis onder haaks gericht schilddak, met geprofileerde kroonlijst en gecementeerde gevel | Woonhuis                  | 17e eeuw             |                                | Kerkstraat 9                  | 51° 49' 4" NB, 5° 0' 14" OL   | 39574  | Meer afbeeldingen                                                                                         |
| Voormalig herenhuis | Woonhuis                  | 1775                 |                                | Kerkstraat 25                 | 51° 49' 2" NB, 5° 0' 13" OL   | 39575  | Meer afbeeldingen                                                                                         |
| Sint-Martinuskerk | Kerk en kerkonderdeel     | 1621                 |                                | Kerkstraat 35                 | 51° 48' 59" NB, 5° 0' 12" OL  | 39576  | Meer afbeeldingen                                                                                         |
| Arsenaal | Militaire opslagplaats    | 1851                 |                                | Kerkstraat 41                 | 51° 48' 58" NB, 5° 0' 12" OL  | 39577  | Meer afbeeldingen                                                                                         |
| Huis onder schilddak en met gepleisterde lijstgevel waarin zes en vierdelige schuiframen en een ingang met kroonlijst op pilasters                                                                      | Woonhuis                  | 18e eeuw             |                                | Kerkstraat 26                 | 51° 49' 4" NB, 5° 0' 13" OL   | 39578  | Meer afbeeldingen                                                                                         |
| Voormalige brandweerkazerne | Overheidsgebouw           | 19e eeuw             |                                | Kerkstraat 28                 | 51° 49' 3" NB, 5° 0' 13" OL   | 39580  | Meer afbeeldingen                                                                                         |
| Gemeentehuis | Bestuursgebouw en onderdl | begin 19e eeuw       |                                | Kerkstraat 30                 | 51° 49' 3" NB, 5° 0' 12" OL   | 39581  | Meer afbeeldingen                                                                                         |
| Gevangenpoort | Gerechtsgebouw            |                      |                                | Gevangenenpoort Woudrichem    | 51° 49' 6" NB, 5° 0' 14" OL   | 39582  | Meer afbeeldingen                                                                                         |
| Pand bestaande uit een woongedeelte zonder verdieping, met pannen zadeldak tussen topgevels, dwars op de as van de straat                                                                               | Boerderij                 | 18e eeuw             |                                | Landpoortstraat 18            | 51° 48' 58" NB, 5° 0' 16" OL  | 39583  | Meer afbeeldingen                                                                                         |
| Huis van Jacoba van Beieren | Overheidsgebouw           | 14e eeuw             |                                | Molenstraat 2                 | 51° 49' 5" NB, 5° 0' 13" OL   | 39584  | Meer afbeeldingen                                                                                         |
| Voormalige koetshuis van Kerkstraat 25/27 | Bijgebouwen kastelen enz. | 18e eeuw             |                                | Vissersdijk 6                 | 51° 49' 2" NB, 5° 0' 14" OL   | 39585  | Meer afbeeldingen                                                                                         |
| Pand met lijstgevel en pannen zadeldak | Boerderij                 | derde kwart 19e eeuw |                                | Vissersdijk 8                 | 51° 49' 2" NB, 5° 0' 15" OL   | 39586  | Pand met lijstgevel en pannen zadeldak                                                                    |
| R.K. Kerk van Johannes Nepomuk | Kerk en kerkonderdeel     | 1838                 |                                | Vissersdijk 15                | 51° 49' 2" NB, 5° 0' 18" OL   | 39587  | Meer afbeeldingen                                                                                         |
| Arsenaal, op L-vormige plattegrond, zeer zwaar metselwerk waarin beneden boogvensters, boven segmentvormig overtoogde vensters                                                                          | Militaire opslagplaats    | 1854 (steen)         |                                | Vissersdijk 35                | 51° 49' 1" NB, 5° 0' 20" OL   | 39588  | Meer afbeeldingen                                                                                         |
| De omwalling, muur, bastions, ravelijns, gracht, inlaatsluis | Omwalling                 | 1815                 | Adriaan Anthonisz. van Alkmaar | Gedeelte omwalling Alkmaar    | 51° 48' 59" NB, 5° 0' 21" OL  | 39590  | Meer afbeeldingen                                                                                         |
| Gedeelte van de omwalling, bestaat uit vooruitspringende bastions in de gedaante van een rentrant op de noordhoeken                                                                                     | Omwalling                 |                      | Adriaan Anthonisz. van Alkmaar | Gedeelte omwalling Alkmaar    | 51° 48' 59" NB, 5° 0' 21" OL  | 39591  | Meer afbeeldingen                                                                                         |
| Schoolcomplex | Onderwijs en wetenschap   | 1878                 |                                | Oudendijk 64                  | 51° 48' 38" NB, 4° 58' 51" OL | 521365 | Meer afbeeldingen                                                                                         |
| Onderwijzerswoning | Dienstwoning              | 1878                 |                                | Oudendijk 66                  | 51° 48' 37" NB, 4° 58' 50" OL | 521366 | Onderwijzerswoning                                                                                        |
| Kazematten | Militaire opslagplaats    | 1866                 |                                | Rijkswal (bij)                | 51° 48' 57" NB, 5° 0' 16" OL  | 521368 | Kazematten                                                                                                |
| Kazematten | Militaire opslagplaats    | 1866                 |                                | Rijkswal (bij)                | 51° 48' 57" NB, 5° 0' 16" OL  | 521369 | Meer afbeeldingen                                                                                         |
| Baarhuisjes | Begraafplaats en -onderdl | 1880                 |                                | Burg. van de Lelystraat (bij) | 51° 48' 50" NB, 4° 59' 58" OL | 521373 | Baarhuisjes                                                                                               |
| Postkantoor | Overheidsgebouw           | 1905                 |                                | Molenstraat 10                | 51° 49' 5" NB, 5° 0' 11" OL   | 521374 | Meer afbeeldingen                                                                                         |
| Herenhuis met lijstgevel | Woonhuis                  | 1850                 |                                | Molenstraat 35                | 51° 49' 4" NB, 5° 0' 6" OL    | 521375 | Meer afbeeldingen                                                                                         |
| Woonhuis met elementen van het Eclecticisme | Woonhuis                  | 1889                 |                                | Rijkswal 44                   | 51° 49' 5" NB, 5° 0' 7" OL    | 521378 | Meer afbeeldingen                                                                                         |